# 武德乡 (筠连县)
武德乡，是中华人民共和国四川省宜宾市筠连县曾经下辖的一个乡。2019年8月，撤销武德乡，将其所属行政区域划归巡司镇管辖。

## 行政区划
武德乡撤销前下辖以下地区：
龙华社区、中华村、共和村、解放村、民主村、冒鼓村、半坡村、童家村、关津村、小寨村、水潦村、鱼池社区村、石泉村、东升村、新顺村、长征村、胜利村和金门村。